# أبايتيتوبا
أبايتيتوبا هي بلدية في البرازيل، تتبع بارا، بلغ عدد سكانها 151٫934 نسمة، في 2016، تبلغ مساحتها 1٬610٫606 كيلومتر مربع، رمزها البريدي هو 68440-000.

## الموقع
تشترك في الحدود مع:
- Igarapé-Miri [الإنجليزية]‏.

## أعلام
- جيوفاني سيلفا دي أوليفيرا